# Janus Pannonius
Janus Pannonius, alias umanistico di Ivan Česmički (croato) e Csezmicei János (ungherese), noto anche come Giano Pannonio, o Giovanni da Csezmicze o da Cesinge (Čazma, 29 agosto 1434 – Medvedgrad, 27 marzo 1472), è stato un vescovo cattolico, poeta e umanista ungherese, noto come autore poetico in latino.
Introdusse la letteratura umanistica in Ungheria.

## Biografia

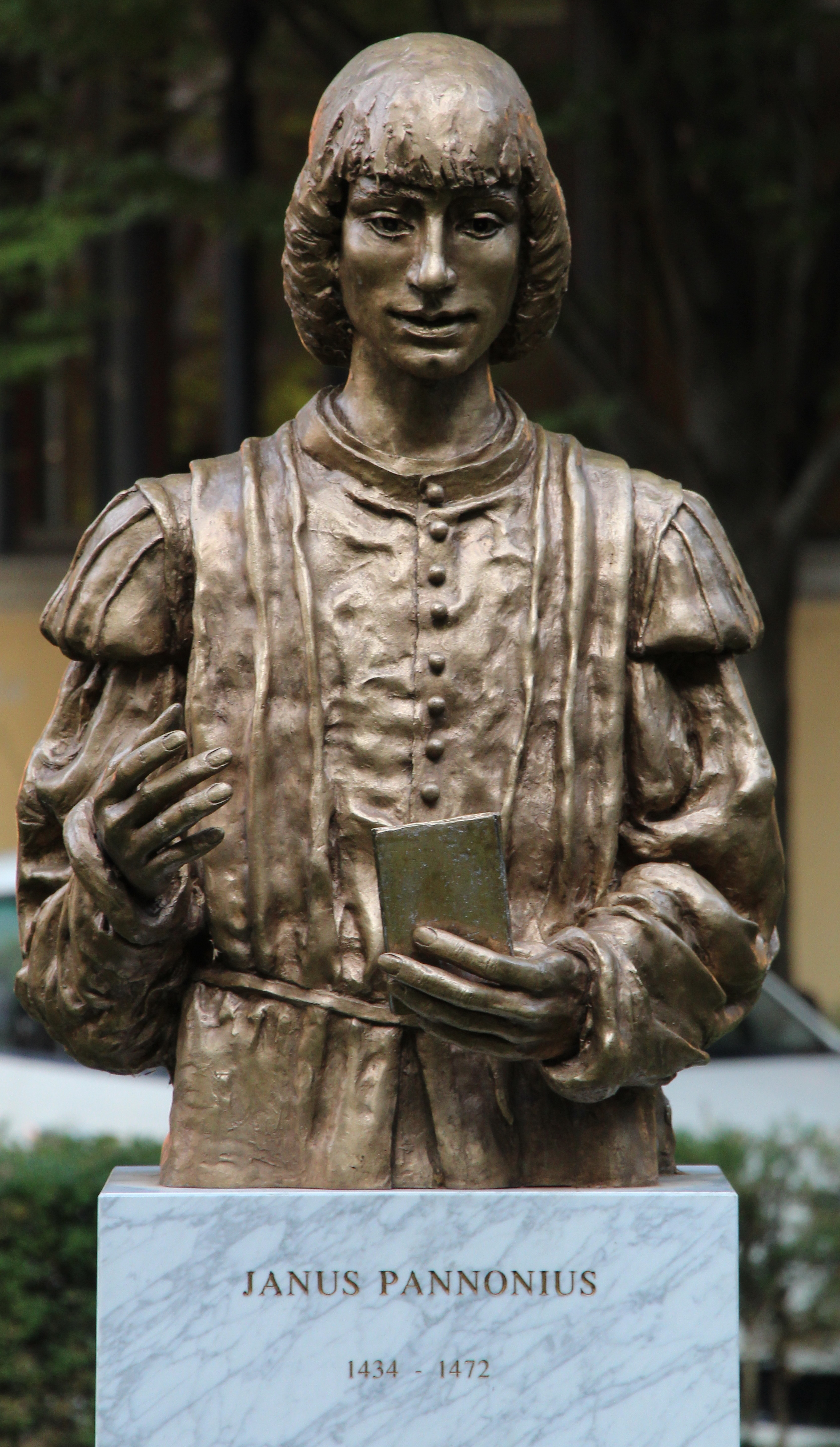
Busto di Janus Pannonius, nel cortile interno di palazzo Maldura a Padova

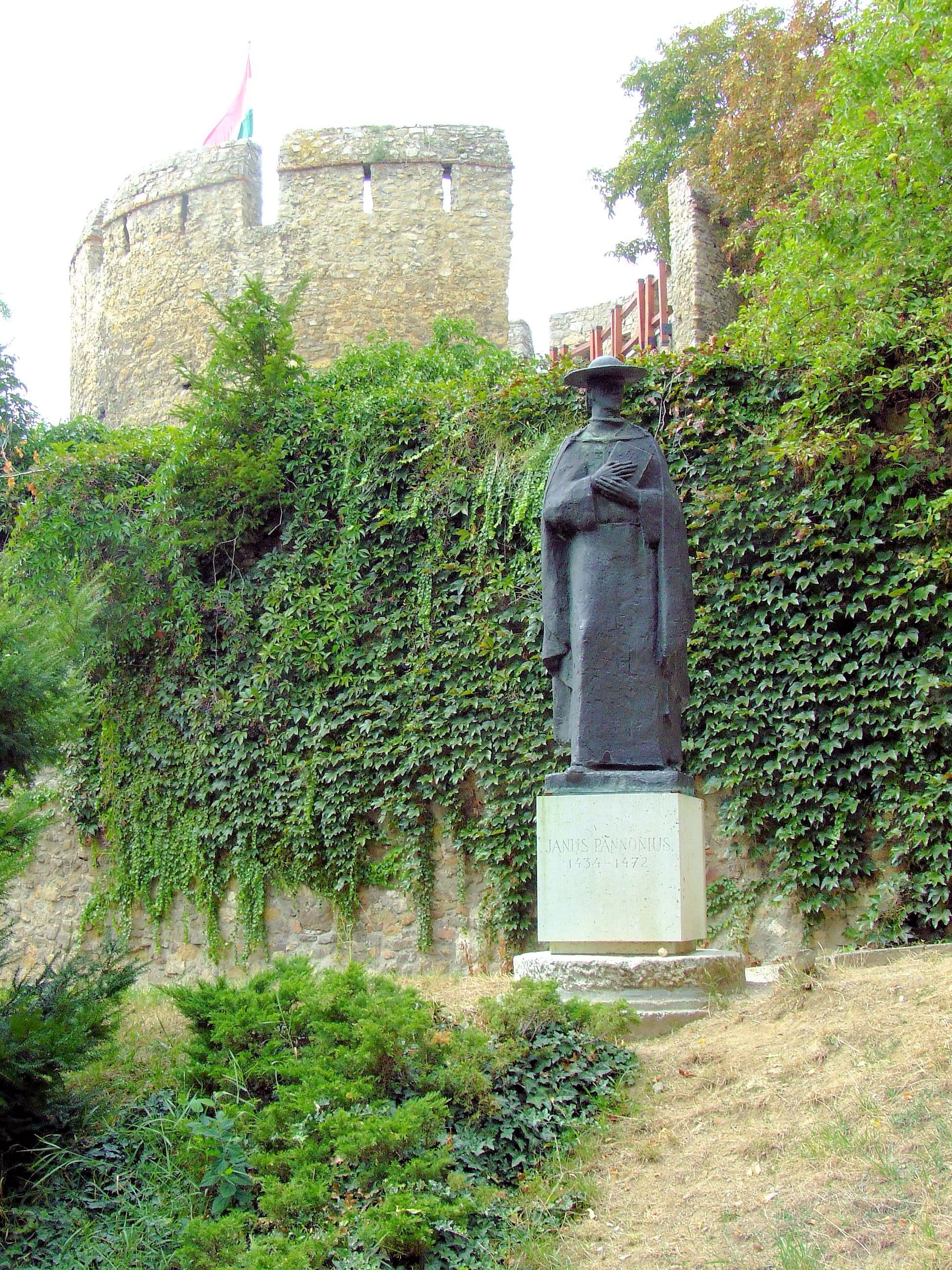
Statua di Janus Pannonius (1972) a Pécs

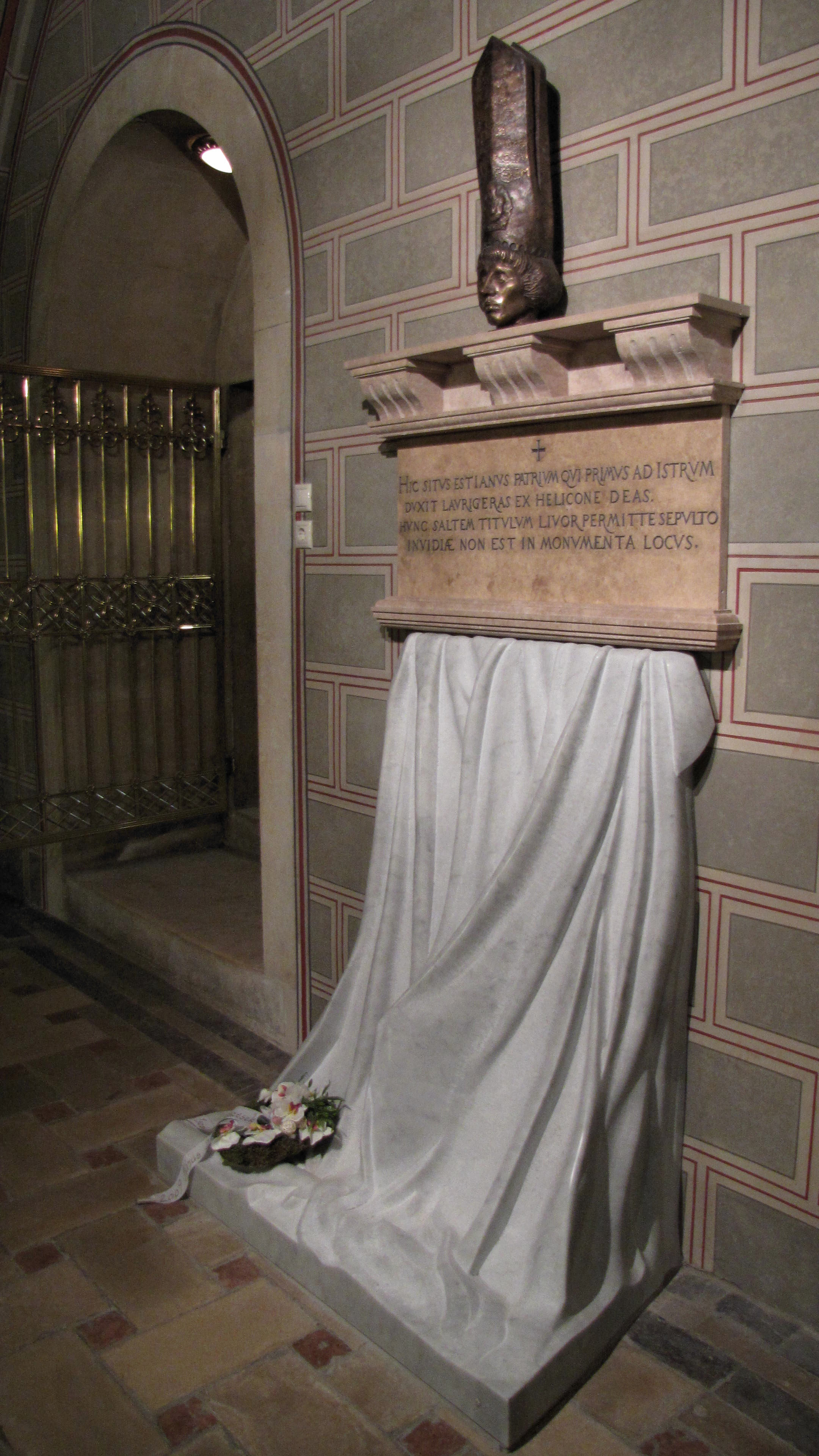
Tomba ed epitaffio di Janus Pannonius (scolpiti da Sándor Rétvári) nella Cattedrale di Pécs

Nato nel 1434 a Čazma nel Regno di Ungheria (attuale Croazia), Pannonius fu inviato a studiare in Italia da suo zio l'arcivescovo János Vitéz (Ivan Vitez od Sredne). Fu a Ferrara, come allievo di Guarino Veronese, nel 1447; nel 1454 si trasferì all'Università di Padova, dove studiò diritto canonico laureandosi nel 1458 (è uno dei 40 antichi studenti stranieri ritratti da Gian Giacomo Dal Forno nel Palazzo del Bo). Mentre era a Padova compose panegirici e poesie satiriche e descrittive, come la celebre Gara dei venti. Fu amico di Andrea Mantegna, che lo ritrasse insieme a Galeotto Marzio, e a cui Pannonius dedicò un'elegia.
Al rientro in patria divenne vicario episcopale di Varadino (Varaždin).
Nel 1459 fu nominato vescovo di Cinquechiese (Pécs), cattedra che tenne fino alla morte, continuando comunque l'attività letteraria in latino, scrivendo epigrammi ed elegie.
Nel 1465 fu inviato a Roma da re Mattia Corvino per perorare la causa della guerra contro gli Ottomani; durante il soggiorno romano compose il poema epico Annales, perduto. Rientrato in patria, Pannonius partecipò assieme allo zio Vitéz a una cospirazione contro il re, che tuttavia fallì. Morì nel castello di Medvedgrad nei pressi di Zagabria nel marzo 1472, mentre tentava di fuggire in Italia, a 37 anni; è sepolto nella cattedrale di Pécs.
La produzione letteraria di Pannonius rispecchiò la sua versatile personalità e humanitas di artista colto in varie discipline e sensibile alle bellezze del mondo, abbracciando una vasta gamma di sentimenti, dal dolore per la morte della madre al rimpianto per la bella e colta terra che gli fu da patria spirituale, dallo sdegno contro i falsi poeti alla commozione per la natura, dall'angoscia di fronte al destino umano ai dubbi metafisici.

## Opere
- Panegyricus in laudem Baptistae Guarini Veronensis, 1512.
- Elegiarum aureum opusculum, 1514.
- Epigrammi lascivi, collana I Taschinabili, traduzione di Gianni Toti, Roma, Edizioni Fahrenheit 451, 1993, ISBN 88-86095-03-1.

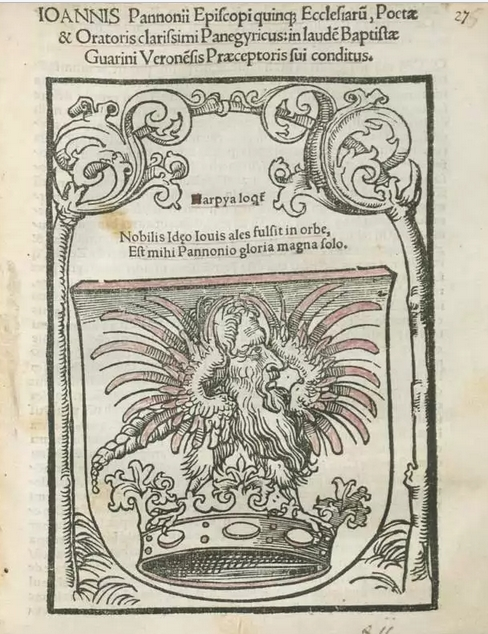
Frontespizio di Panegyricus in laudem Baptistae Guarini Veronensis (1512)
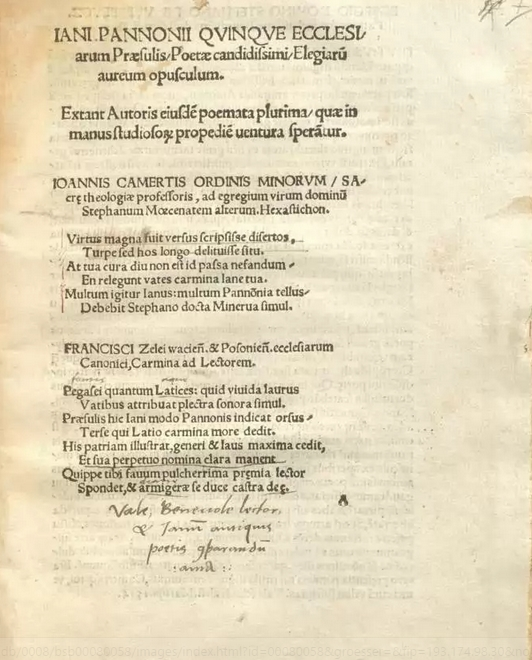
Frontespizio di Elegiarum aureum opusculum (1514)